# Titularbistum Mercia
Mercia ist ein Titularbistum der römisch-katholischen Kirche. 
Es geht zurück auf einen Bischofssitz in der Stadt Mercia, England. Es gehörte der Kirchenprovinz Canterbury an.
| Titularbischöfe von Mercia |                      |                                                   |                   |                   |
| Nr.                        | Name                 | Amt                                               | von               | bis               |
| 1                          | Joseph Gray          | Weihbischof in Liverpool (Vereinigtes Königreich) | 19. Dezember 1968 | 19. August 1980   |
| 2                          | Anthony Edward Pevec | Weihbischof in Cleveland (USA)                    | 13. April 1982    | 14. Dezember 2014 |
| 3                          | Paul McAleenan       | Weihbischof in Westminster (Großbritannien)       | 24. November 2015 |                   |